# Бєляєв Максим Олександрович
Максим Олександрович Бєляєв (рос. Максим Александрович Беляев, нар. 30 вересня 1991, Озери) — російський футболіст, захисник клубу «Арсенал» (Тула) та національної збірної Росії.

## Клубна кар'єра
У дорослому футболі дебютував 2009 року виступами за московський «Локомотив», але закріпитися в основній команді не зміг, взявши участь лише у 1 матчі чемпіонату. Через це протягом 2011 року на правах оренди грав у складі «Динамо» (Брянськ) та «Торпедо» (Владимир), що виступали у Першості.
Своєю грою в оренді привернув увагу представників тренерського штабу «Локомотива», до складу якого повернувся на початку 2012 року. Проте і цього разу закріпитися в складі «залізничників» не зумів, зігравши за півтора сезони лише 11 матчів, через що в січні 2013 року на правах оренди був відданий в «Ростов», де до кінця сезону зіграв у 5 матчах чемпіонату і 2 кубка.
Влітку 2013 року знову повернувся в «Локомотив», але в чергове не зміг закріпитись в головній команді.
2015 року виступав у складі «Шинник».
З 2016 виступає у складі тульського «Арсенала».

## Виступи за збірні
2009 року дебютував у складі юнацької збірної Росії, взяв участь у 2 іграх на юнацькому рівні.
Протягом 2012–2013 років залучався до складу молодіжної збірної Росії, у складі якої брав участь у молодіжному чемпіонаті Європи 2013 року. На молодіжному рівні зіграв у 7 офіційних матчах.
31 травня 2013 року потрапив у розширений список студентської збірної Росії для участі у Всесвітній Універсіаді в Казані, але в остаточний список гравців включений не був.
У лютому 2014 року потрапив у розширений список національної збірної Росії на товариський матч проти збірної Вірменії, але на поле так і не вийшов. Дебютував у складі збірної у 2019.